# Gehrenberg
Der Gehrenberg ist einer der höchsten Berge des Linzgaus und der Hausberg der Stadt Markdorf, sein höchster Punkt liegt am Stadtbühl auf 751,9 m ü. NHN.

## Geographie
Der Gehrenberg liegt im Süden Baden-Württembergs, etwa zehn Kilometer nördlich des Bodensees. Am Fuße des Südhangs – wo auch die Brunnisach entspringt – liegt die Stadt Markdorf, andere Teile des Bergs gehören zu den Gemeinden Bermatingen, Salem, Deggenhausertal und Oberteuringen.
Um von dort zum nächsthöheren Berg zu gelangen, muss man vom Gipfel aus mindestens 245 Höhenmeter absteigen (Schartenhöhe). Die Dominanz, der Abstand des Gipfels zum nächsthöheren Geländepunkt bei Wahlweiler am Hang des Höchsten, beträgt 7,4 Kilometer.

### Geographischer Mittelpunkt des Bodenseekreises
Etwas unterhalb des Aussichtsturms befindet sich das anlässlich des 50. Gründungsjahres des Bodenseekreises im Mai 2023 errichtete Denkmal „Geographischer Mittelpunkt des Bodenseekreises“ ().

## Gehrenbergturm
Der Gehrenbergturm ist ein 30 m hoher, als Stahlfachwerkkonstruktion ausgeführter Aussichtsturm auf 704 m ü. NHN bei 47° 44′ 10″ N, 9° 24′ 14″ O. Es wird ihm eine gewisse Ähnlichkeit mit dem Eiffelturm nachgesagt, da die Verstrebung zwischen den Turmfüßen oben abgerundet ist (aber nicht wie beim Eiffelturm als Rundbogen ausgeführt).
Von der Aussichtsplattform des 1903 errichteten Gehrenbergturms hat man bei schönem Wetter eine Rundumsicht über Markdorf, auf den Bodensee und die Alpen, sowie bis zum Höchsten. Der Turm ist nur bis Sonnenuntergang zugänglich und wird dann automatisch geschlossen. Der Gehrenbergturm gehört zur Stadt Markdorf, obwohl er auf Gemarkungsgebiet der Gemeinde Deggenhausertal steht. Er trägt Antennen für diverse Amateurfunkanwendungen (u. a. Hamnet).

## Wanderwege
Über den Gehrenberg verlaufen einige regionale und überregionale Wanderwege, unter anderem der Schwäbische-Alb-Oberschwaben-Weg (HW 7) und der Jubiläumsweg Bodenseekreis, ein 111 Kilometer langer Wanderweg, der 1998 zum 25-jährigen Bestehen des Bodenseekreises ausgeschildert wurde. Dieser führt über sechs Etappen durch das Hinterland des Bodensees von Kressbronn über Neukirch, Meckenbeuren, Markdorf, Heiligenberg und Owingen nach Überlingen.
Einer der Wanderwege führt an der sogenannten Gipfelhütte vorbei. Von dieser ist ein Abstecher auf den Gipfel möglich. Dieser liegt vollständig im Wald und erlaubt daher keine Aussicht.
Die Bodensee LandGänge sind drei Rundwanderwege mit dem Deutschen Wandersiegel ausgezeichnet wurden. Die Touren sind durch die hochwertige und wanderfreundliche Beschilderung „unverlaufbar“ und können in beiden Richtungen begangen werden. Die gelben Wegweiser und die Bodensee-LandGänge-Markierungszeichen führen sicher entlang des Weges. Die drei zertifizierten Bodensee LandGänge „Gehrenberg GuckinsLand“, „Bermatinger Waldwiesen“ und „Bergtour Höchsten“ sind als in sich geschlossene Rundwanderwege mit jeweils einem gemeinsamen Start- und Zielpunkt konzipiert. Das Spektrum reicht von der leichten Halbtagestour bis hin zur teilweise schweren Ganztagestour. Die abwechslungsreichen Routen führen zum größten Teil auf Wald- und Feldwegen sowie naturbelassenen Pfaden.

## Geschichte
- 1903: Der Aussichtsturm wird unter dem Namen Großherzog-Friedrich-Warte eingeweiht.
- etwa 1911: ca. 300 m westlich des Aussichtsturms ereignet sich auf 100 m Breite ein Bergrutsch; diese Abrissstelle ist bis heute als „Rutsche“ erkennbar. Es soll ein Zusammenhang mit einem starken Erdbeben am 16. November 1911 bestehen.
- 2004: Unterhalb der höchsten Stelle des Bergs wird bei 47°44'35"N 9°25'24"O ein etwa 30 Meter hoher Funkturm errichtet.

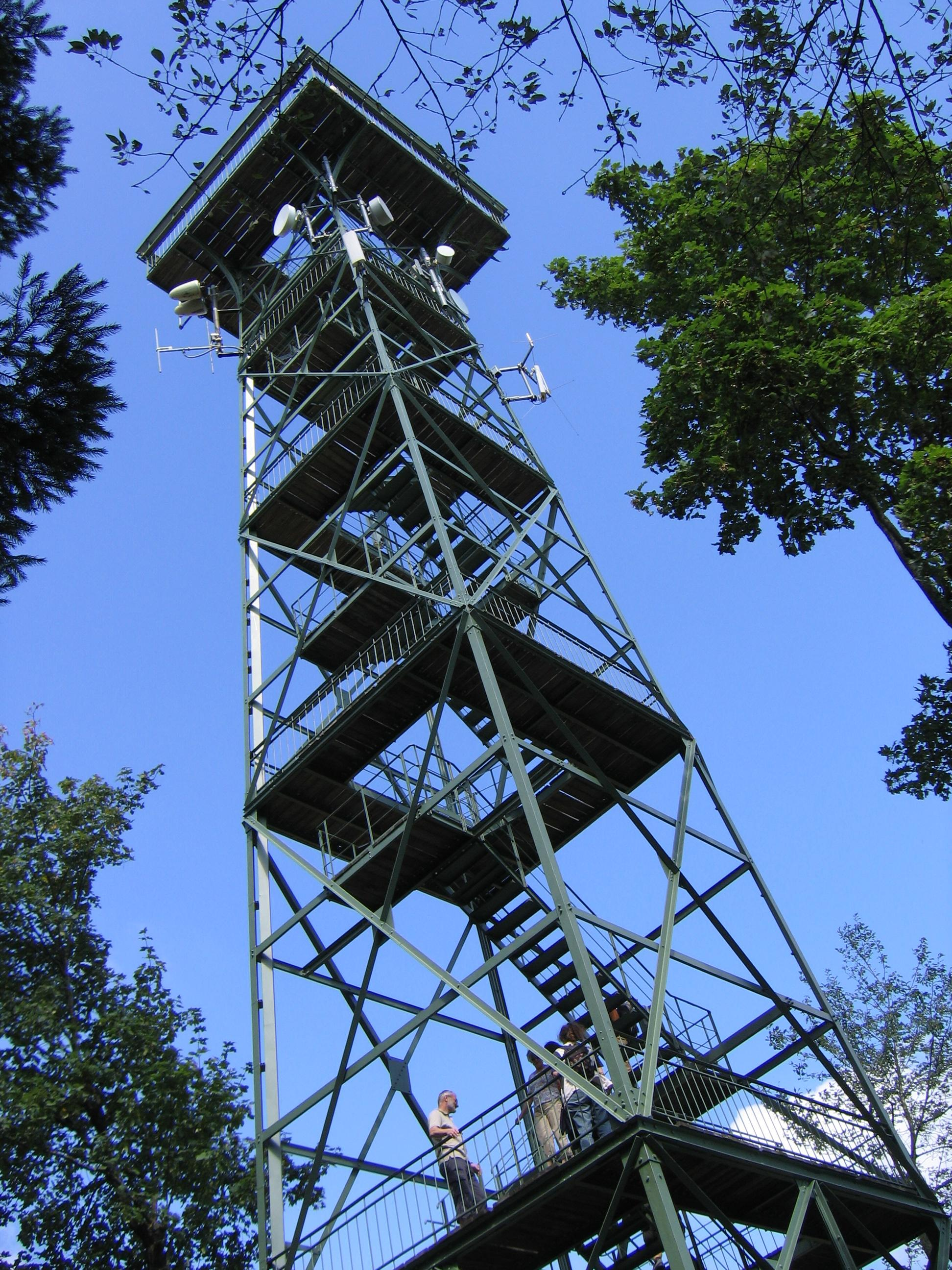
Gehrenbergturm
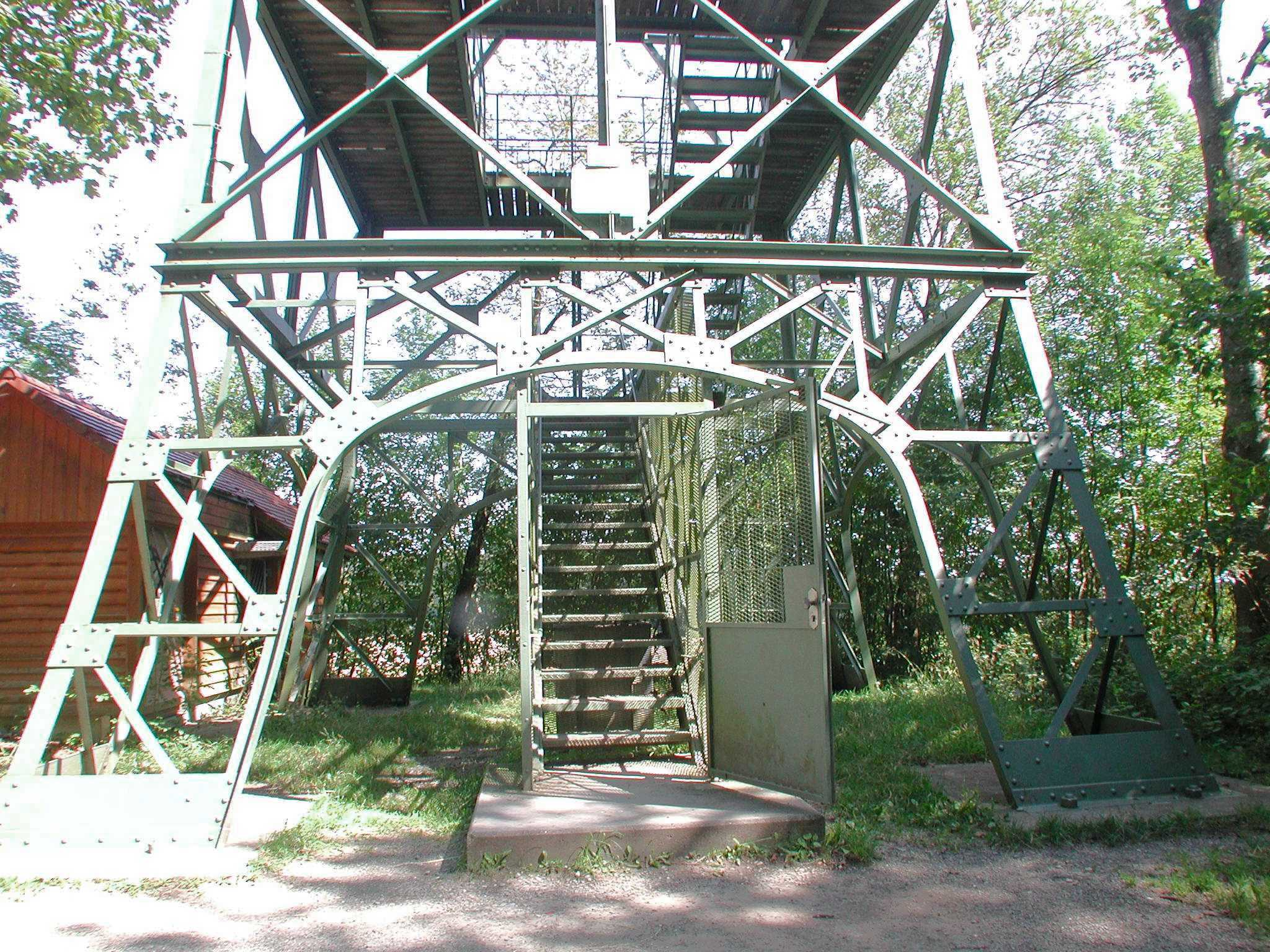
Gehrenbergturm, Eingang
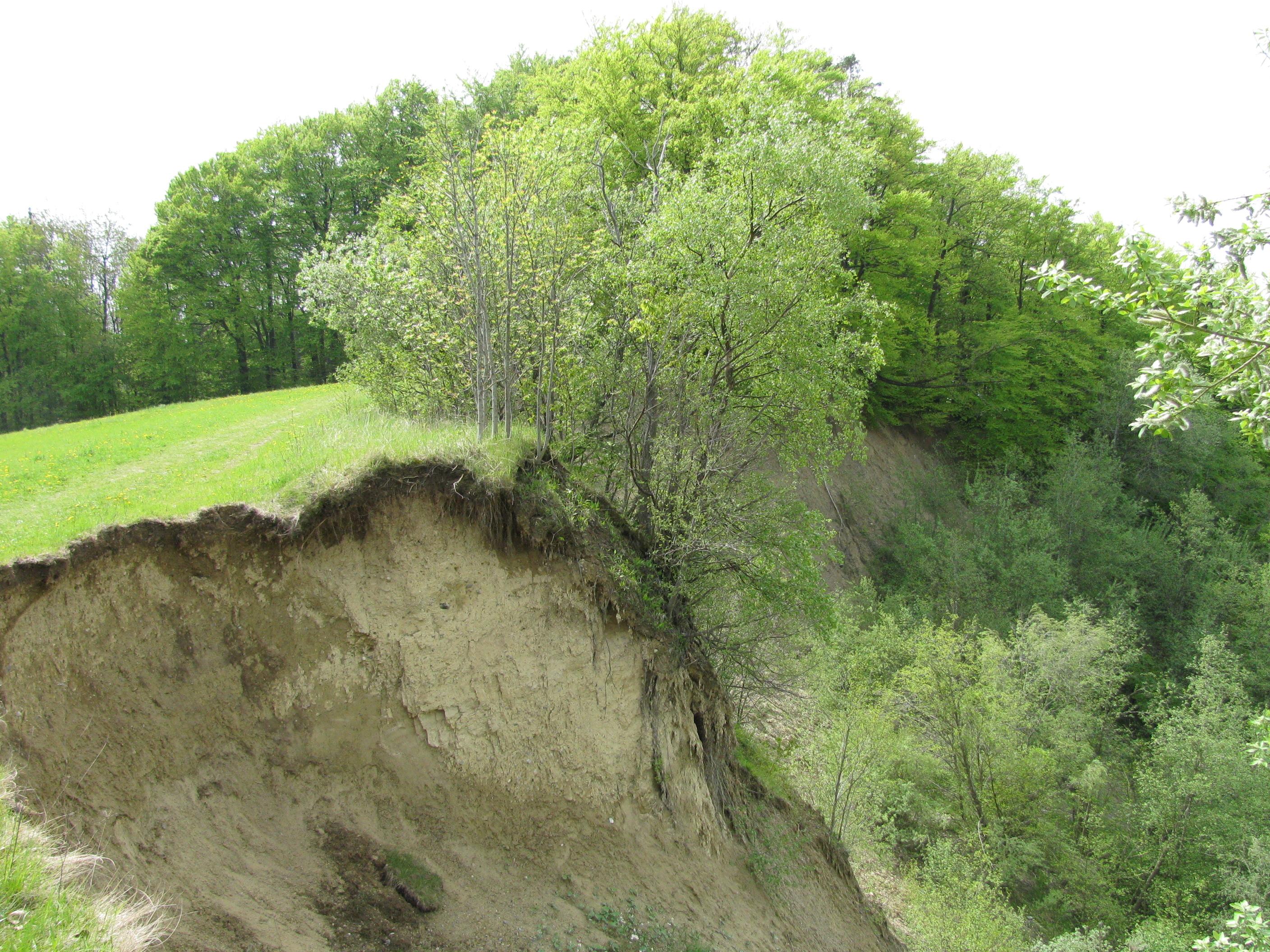
Die sogenannte Gehrenbergrutsche
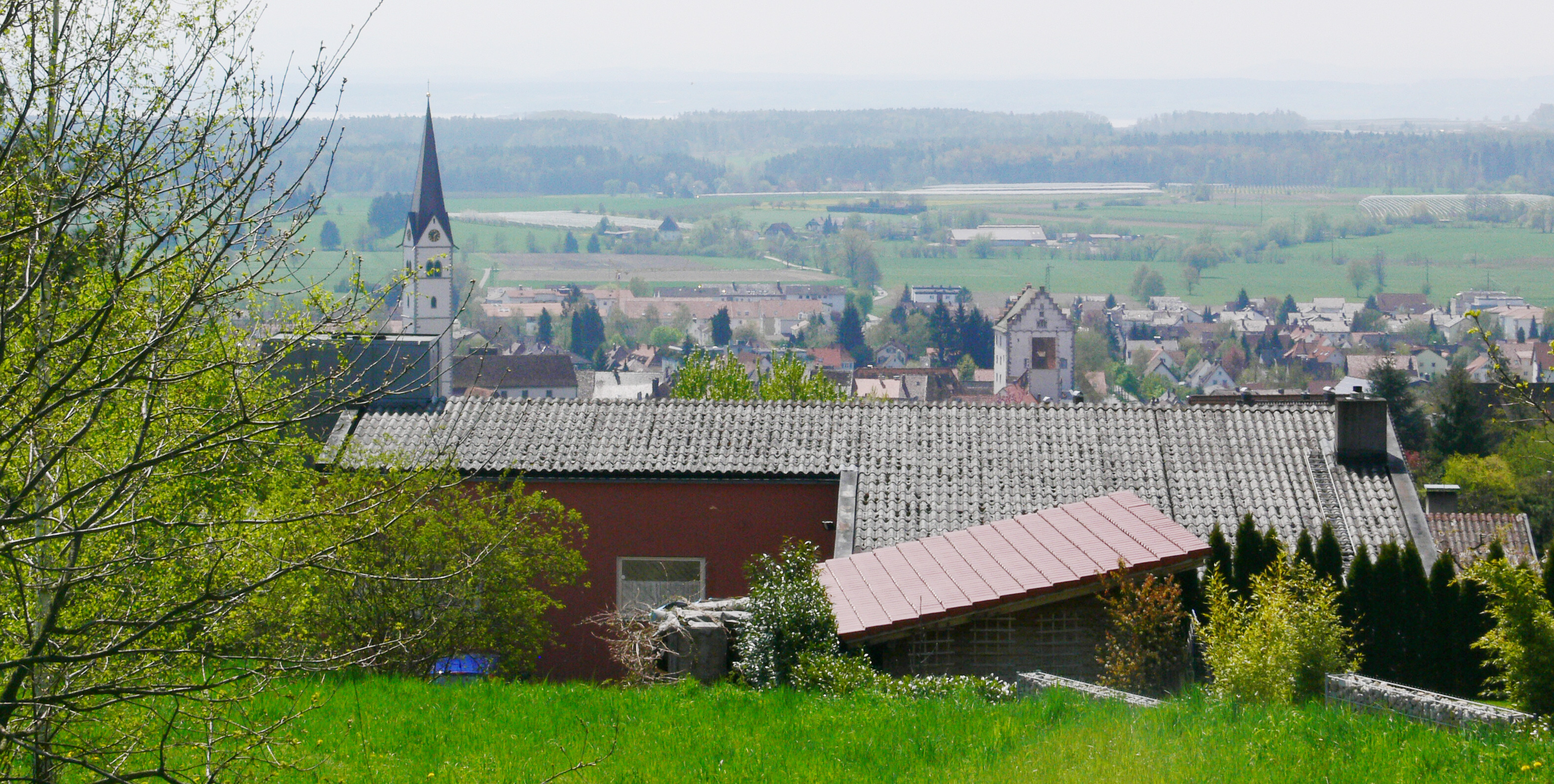
Blick vom Fuß des Gehrenbergs auf Markdorf und den Bodensee
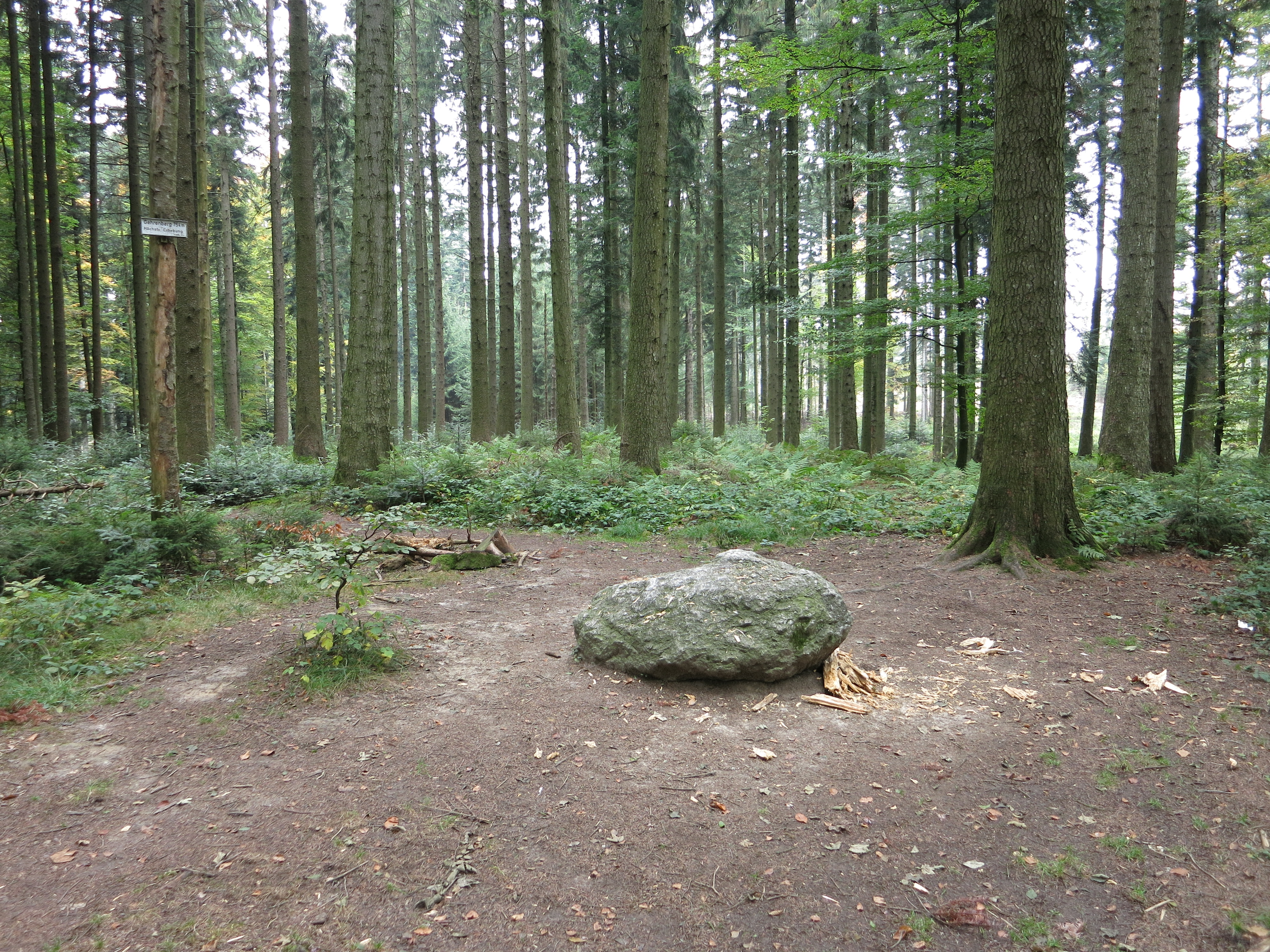
Auf dem Gipfel
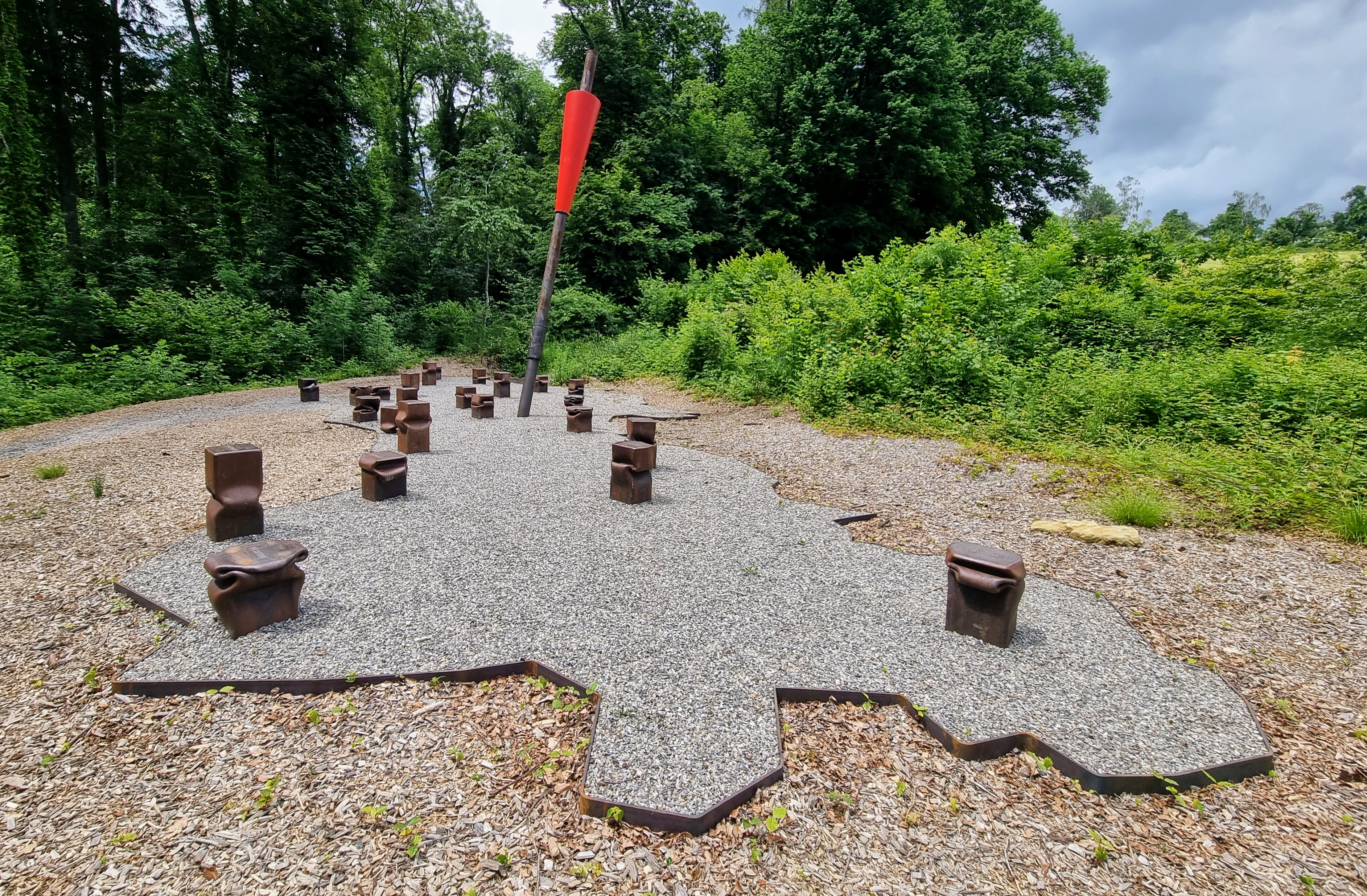
Geographischer Mittelpunkt des Bodenseekreises